# هيت باراد سويسرا
هيت باراد سويسرا (بالألمانية: Schweizer Hitparade) هي منظمة تعرض أفضل التسجيلات من الأغاني والألبومات من حيث المبيعات في سويسرا كل أسبوع، تم تأسيسها في سنة 1968.

## وصلات خارجية
- الموقع الرسمي